# کیت بارون
کیت بارون (انگلیسی: Keith Barron؛ ‏ ۸ اوت ۱۹۳۴ – ۱۵ نوامبر ۲۰۱۷) بازیگر و صداپیشه اهل بریتانیا بود.
از فیلم‌ها یا مجموعه‌های تلویزیونی که وی در آن‌ها نقش داشته‌است، می‌توان به ان‌سی‌اس: تعقیب، دادگاه جزا و چیس اشاره نمود.